# Tricheilostoma kongoensis
Tricheilostoma kongoensis — вид змій родини струнких сліпунів (Leptotyphlopidae). Ендемік Демократичної Республіки Конго.

## Поширення і екологія
Tricheilostoma kongoensis відомі за типовим зразком, зібраним в ДР Конго. Вони живуть в саванах.